# Bršljan (biljni rod)
Bršljan (lat. Hedera), biljni rod iz porodice brestanjevki (Araliaceae) kojemu pripada 17 vrsta vazdazelenih grmastih penjačica. U Hrvatskoj je prisutna samo jedna vrsta Hedera helix, koja je porijeklom iz zapadne Europe, odakle se proširila na ostalu Europu, i dalje po svijetu.
Česta je uz zidove kuća i po napuštenim zdanjima, po kojima se penje i brzo širi. Ukloliko se nema po čemu penjati, puže po tlu. Često se sadi i kao ukrasna biljka. Za bršljan se kaže da može doživjeti i tisuću godina starosti.
Ime roda Hedera dolazi od grčkog hedra (za sjedište, podloga, tlo), jer je korijenom čvrsto pripijen uz tlo.
Bršljan je otrovna, ali i ljekovita biljka. Može narasti do dvadeset metara, a penjući se uvis uza stabla, dosegne visinu i do 30 metara. Listovi su mu kožasti, sjajni, vrlo raznolika oblika. Cvjetovi su žućkasto-zeleni, otrovni, do 5 mm u promjeru. Plod je crna boba, zrije u prolčjeće, a promjera je 8 do 20 mm.
Bio je omiljena ukrasna biljka starih Rimljana.

## Vrste
1. Hedera algeriensis Hibberd
2. Hedera azorica Carrière, azorski bršljan
3. Hedera canariensis Willd., kanarski bršljan
4. Hedera caucasigena Pojark.
5. Hedera colchica (K.Koch) K.Koch, perzijski bršljan
6. Hedera cypria McAll.
7. Hedera helix L., engleski bršljan
8. Hedera hibernica Poit., irski bršljan
9. Hedera iberica (McAll.) Ackerf. & J.Wen
10. Hedera maderensis K.Koch ex A.Rutherf.
11. Hedera maroccana McAll.
12. Hedera nepalensis K.Koch nepalski (himalajski) bršljan
13. Hedera pastuchovii Woronow
14. Hedera rhizomatifera (McAll.) Jury
15. Hedera rhombea (Miq.) Paul, japanski bršljan
16. Hedera sinensis (Tobler) Hand.-Mazz.
17. Hedera taurica (Hibberd) Carrière

- Listovi bršljana
- stabla obrasla bršljanom, Češka
- stara zgrada u New Yorku, obasla bršljanom
- stabla na Cipru obrasla bršljanom H. pastuchovii
- H. rhombea, prefektura Fukushima, Japan